# Chaundee Brown
Chaundee Dwaine Brown Jr. (Orlando, 4 dicembre 1998) è un cestista statunitense.

## Carriera

### High school
Brown ha frequentato la Dr. Phillips High School a Doctor Phillips, Florida, e si è trasferito alla The First Academy di Orlandoper il suo terzo anno. È stato nominato Gatorade Player of the Year della Florida e 4A Player of the Year.

### College
Nella sua stagione da matricola, Brown è stato titolare regolare alla Wake Forest University. Per la sua stagione da senior si è trasferito alla Università del Michigan.

### Carriera da professionista

#### Los Angeles Lakers (2021)
Il 10 aprile 2021, Brown si è dichiarato eleggibile per il Draft NBA 2021. Dopo non essere stato scelto da nessuna squadra, ha firmato con i Los Angeles Lakers il 10 agosto 2021.